# Henry Dunkers plats

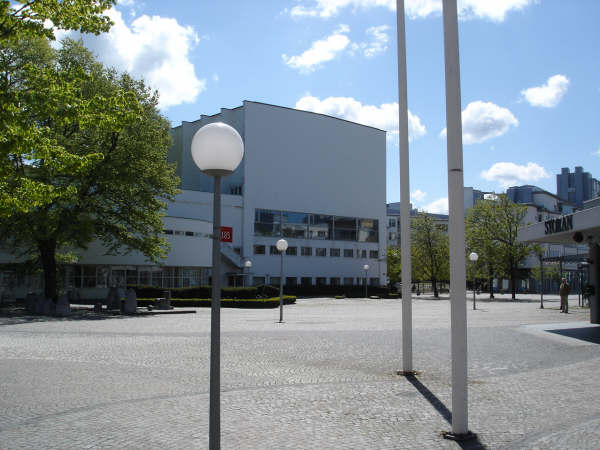
Henry Dunkers plats med konserthuset i bakgrunden.

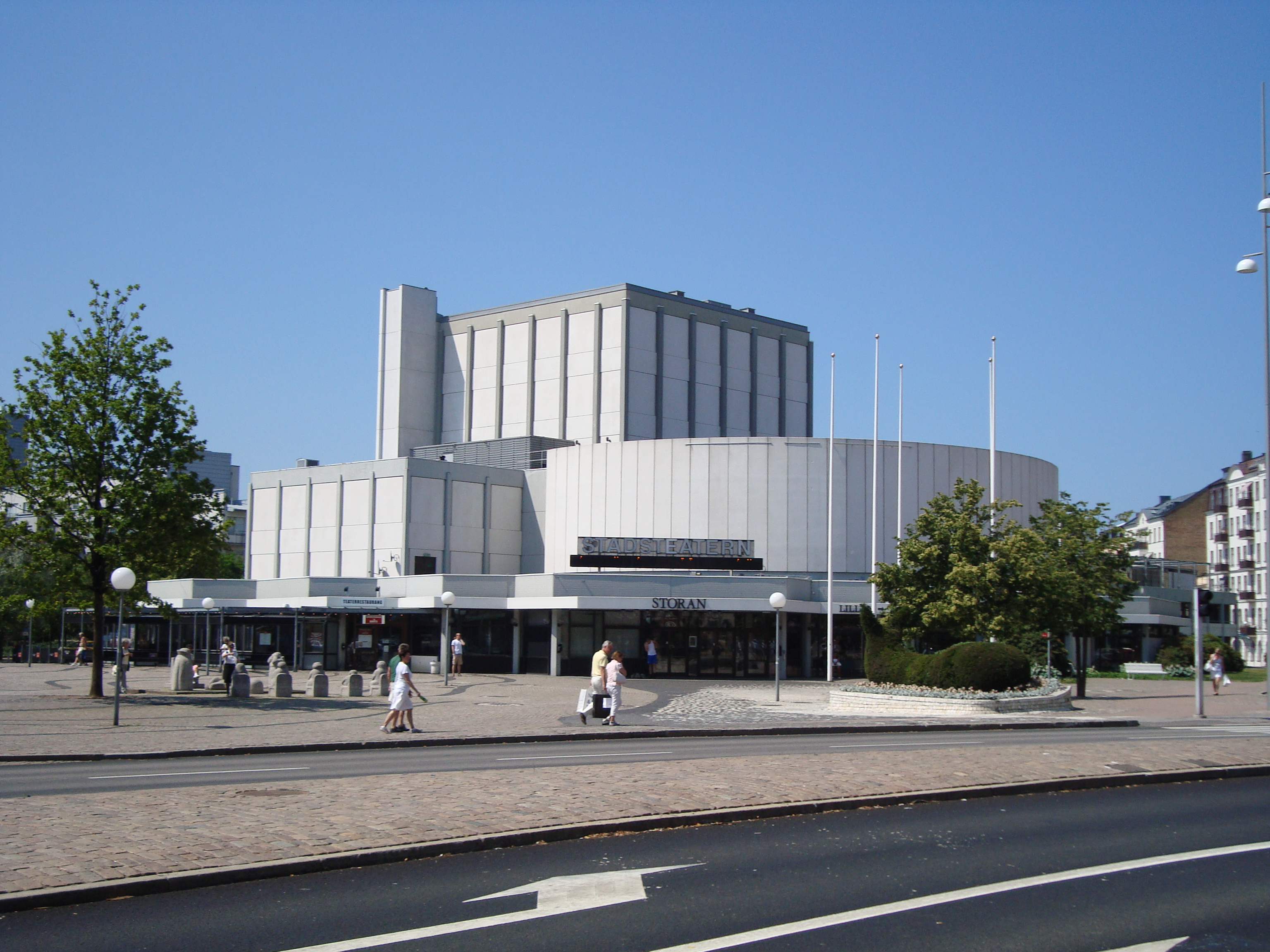
Stadsteatern.

Henry Dunkers plats är en öppen plats mellan Norra hamnen och Drottninggatan i Helsingborg. Platsen tillkom efter att den nya stadsteatern stod klar 1976 och utökades västerut i och med omvandlingen av Norra hamnen till ett nytt bostadsområde. Platsen benämndes tidigare Teatertorget, men döptes efter industrimannen Henry Dunker 1993.

## Utformning
Henry Dunkers plats sträcker sig som en fortsättning på S:t Jörgens plats, på Drottninggatans östra sida, och fortsätter ut mot hamnen. Från Helsingborgs nordöstra infartsled, Hälsovägen, lämnar platsens öppenhet en vacker utsikt över Öresund. I platsens östra del, mellan Drottninggatan och Kungsgatan, flankeras den av två av Helsingborgs kulturinstitutioner, Stadsteatern och Konserthuset, vilka båda tillkommit med hjälp av pengar från mannen som gett platsen dess namn, disponenten vid Helsingborgs Gummifabrik (senare Tretorn), Henry Dunker. Platsen fortsätter på andra sidan Kungsgatan där den öppnar upp sig mot hamnen. Sin nuvarande utformning fick platsen 1991 av arkitekten Bruno Östholm, som gav platsen en stenbeläggning i vågformat mönster. År 1999 belönades Henry Dunkers plats och Bruno Östholm med Landskapsarkitekternas Riksförbunds Sienapris.

### Konstverk
- Från skymning till gryning, ett konstverk av Ebba Matz, bestående av bland smågatstensbeläggningen nedsänkta spotlights, som tillsammans avbildar det norra halvklotets stjärnhimmel. Matz förslag vann en tävling från 1998 där även Olle Bonniér, Lars Englund och Sigurdur Gudmundsson deltog.
- För öppen ridå, en stenskulptur utförd av Sven Lundqvist och placerad mellan Stadsteatern och Konserthuset. Efter Stadsteaterns invigning 1976 hölls en tävling om utsmyckning av platsen framför, som vanns av Sven och Alice Lundqvist. Skulpturen invigdes den 22 september 1978.
- Byst av Henry Dunker, en byst i brons av Henry Dunker belägen vid Stadsteatern. Bysten skapades 1932 av Vitalis Gustafson och skänktes till staden av Dunkerska stiftelsen.

## Historik
Det nuvarande torget är placerat på utfyllnadsmark i Öresund, som tillkom på 1870-talet i samband med utbyggnaden av den nya paradgatan Drottninggatan. Området hade tidigare kallats Norra sjöviken. Redan i den stora stadsplanen från 1859 hade ingenjör Georg Gustafsson stakat ut de nya huvudgatorna Drottninggatan och Järnvägsgatans sträckningar. I planen har han placerat en mindre grönyta i Hälsovägens förlängning, vid det nuvarande torget. Någon slags fortsättning på Hälsovägen ses fortsättningsvis på övriga planer över platsen. På en karta från 1877 av stadsingenjör Robert Söderqvist ses en smal, mindre båthamn sträcka sig in mot Drottninggatan från Öresund. År 1884 påbörjades arbetet med Norra hamnen, som innebar ännu en utfyllnad västerut i Öresund, och den lilla båthamnen planerades istället om till en gata. Den nya hamnen kunde invigas den 2 september 1891.
Byggnadstakten för stadsbebyggelsen på Drottninggatans västra sida var dock något blygsam och vid sekelskiftet 1900 stod kvarteren kring platsen fortfarande obebyggda. Kvarteret norr om platsen blev så småningom ett allmänt grönområde, benämnt Gröningen. Denna användes bland annat som plats för olika evenemang, till exempel då resande tivolin och cirkusar kom på besök. Under 1917 började tankarna på ett konserthus i staden att ta allt mer konkreta former i och med att AB Helsingborgs Konserthus bildades. Som tomt för den nya byggnaden föreslogs kvarteret i söder, nuvarande kvarteret Rudolf Tornérhjelm. En tävling genomfördes 1925, vilken slutligen vanns av stockholmsarkitekten Sven Markelius. Markelius ursprungligen strikt klassicistiska förslag omarbetades dock efter att arkitekten starkt influerats av den framspringande funktionalismen. När konserthuset stod klart 1932 var det därför som Sveriges första funktionalistiska monumentalbyggnad.
Gröningen i norr stod däremot fortsatt obebyggt fram till Helsingborgsutställningen 1955, H55, då platsen kom att användas till ett stort antal utställningshus. Dessa nedmonterades dock efter utställningen, men istället tillkom hamburgerrestaurangen Burger-Grill 1956, vilken var Sveriges första hamburgerbar. Platsen bebyggdes slutligen permanent 1974–76, då den nya Stadsteatern uppfördes. Innan dess, den 13 oktober 1973, hade hamburgerbaren, nu med namnet Mando, flyttat från Gröningen för att ge plats åt det nya bygget. Med de två kulturinstitutionerna på vardera sida anlades platsen där emellan som Teatertorget. Då både konserthuset och stadsteatern till stor del finansierats med pengar från industrimannen Henry Dunker och hans testamenterade tillgångar i Dunkerfonden, döptes platsen efter denne år 1993. Sin slutliga utformning fick platsen 1999, i samband med utbyggnaden av Norra hamnens bostadsområde. Platsen utökades då åt väster, förbi Kungsgatan till hamnens kajkant.